# Eva Gredal
Eva Wilhelmsson Gredal (født 19. februar 1927 i Hvorup, død 2. august 1995 i Stege) var en dansk politiker (Socialdemokraterne) og minister.
Gredal var uddannet på Den Sociale Højskole 1952-1954 og arbejdede som socialrådgiver fra 1954 til 1971. Hun blev i 1971 valgt til Folketinget hvor hun var medlem 1971-1975 og igen 1977-1979.
- Socialminister i Regeringen Jens Otto Krag III fra 11. oktober 1971 til 5. oktober 1972.
- Socialminister i Regeringen Anker Jørgensen I fra 5. oktober 1972 til 6. december 1973.
- Socialminister i Regeringen Anker Jørgensen II fra 13. februar 1975 til 30. august 1978.

- Medlem af Europa-Parlamentet fra 17. juli 1979 til 24. juli 1989. Hun fik 16.329 personlige stemmer i 1979 og 57.303 stemmer i 1984. I parlamentet tilsluttede hun sig Den Socialistiske Gruppe.
- Formand for Europabevægelsen fra 1990-1992.